# Journal för litteraturen och theatern
Journal för litteraturen och theatern var en tidning som från 17 juli 1809, från 1810 dagligen till 1834, Den gavs ut  av Per Adam Wallmark i Stockholm.

## Titlar
Tidningen hade under utgivningstiden tre olika titlar. Journal för Litteraturen och Theatern användes som titel från den 17 juli 1809  till 17 maj 1813. Därefter blev titeln  Allmänna Journalen från 14 juni 1813  till 31 juli 1824 och den sista titeln blev Journalen från 12 augusti 1824 till 29 december 1837 då tidningen upphörde.

## Indragningar
Den drogs in 1813 på grund av en för kronprins Karl Johan misshaglig politisk artikel, men fortsattes sedan av Allmänna journalen, som också drogs in 1824 och i sin tur fortsattes till 1837 av Journalen. 

## Utgivare och redaktör
Tidningen redigerades hela tiden av bibliotekarien P. A. Wallmark, trots att dess titel och ansvarige utgivare flera gånger byttes ut.
Wallmark erhöll privilegium på  tidningen den 30 maj 1809. En artikel som misshagade kronprinsen Carl Johan i nr 103 1813 den 6 maj: Artikeln Till utgifvaren - som klandrade en i Grevesmöhlens tidning Nya Skandinavien nr 77 influten artikel om kronprinsens planer att efter Napoleons besegrande tvinga Danmark avstå Norge åt Sverige. Tidningen belades med kvarstad och Journalens vidare utgivande förbjuds. Vid anmälan härom i statsrådet den 18 maj 1813 gillades väl indragningen, men saken fick tillika bero. Sekreteraren P. A. Granberg, som var boktryckare för tidningen, erhöll 5 juni 1813  utgivningsbevis för  Allmänna Journalen, vilken lämnades prenumeranterna i ersättning för den indragna tidningen. Efter ett års förlopp anmäldes, att Granberg överlåtit tidningens utgivande åt Wallmark, vilken den 13 augusti 1814 erhöll utgivningsbevis för Allmänna Journalen. Kapten Ivar Eilert Schartau blev sedermera i följd av en överenskommelse med Wallmark den 30 april 1823 ansvarig utgivare för Allmänna Journalen. Med anledning av en uppgift i nr 176 årgång 1824 den 2 augusti införd artikel av kapten Lindeberg om legitimiteten, blev detta nummer - redan innan det kom ut - indraget och tidningens vidare utgivande förbjudet. Den fortsattes emellertid av tidningen Journalen från 12 augusti 1824 vars utgivningsbevis utfärdats den 4 augusti samma år för Georg Suell. Denne anmälde 22 februari 1825 att han överflyttat sitt utgivningsbevis på kanslirådet P. A. Wallmark, som den 8 mars 1825 erhöll utgivningsbevis på Journalen och först därefter den 23 mars kunglig majestäts tillstånd att ge ut densamma. Wallmark tillkännagav den 25 november 1834 , att han öfverlåtit Journalen på e. o. kanslisten Jonas Lundbergsson, vilken den 20 november samma år erhöll utgivningsbevisför Journalen..

## Medarbetare
Greve Hans Gabriel Trolle-Wachtmeister författade i Journalen nummer 45-47 1832 flera artiklar mot den i Stockholms Posten samma år införda uppsatsen Sverige 1809 -32 och den däri framställda beskyllningarna mot de högre ämbetsmännen. Tidningen företrädde litterärt den akademiska riktningen och polemiserade med stöd av Carl Gustaf af Leopold och Johan Olof Wallin och Anders Lindeberg mot nyromantikerna, den så kallade Nya Skolans män. Ljunggren Skildrar denna debatt i Svenska vitterhetens häfder del 4 avsnittet Litteraturtidningen och Journalen. 1824-1827 redigerade W. F. Dalman inrikes avdelningen i Allmänna Journalen.

## Tryckning, utgivningsdagar, pris
Tidningen trycktes i Stockholm hos  P. Sohm från 17 januari 1809 till 15 september 1812 sedan hos Elmén och Granberg från 7 september 1812 till 30 september 1814. R. Eckstein övertog tryckningen den 1 oktober 1814 till 30 september 1822 och slutligen tryckte Ecksteinska tryckeriet från den 1 oktober 1822 till tidningens upphörande, Tidningen trycktes med frakturstil,
Tidningen kom ut måndag, onsdag och fredag till den 10 november 1809 därefter  4 dagar i veckan måndag, onsdag fredag och lördag från 11 november till 30 december 1809. Den var sexdagarstidning 1810-1834 och blev tredagarstidning med utgivning tisdag. torsdag, fredag eller måndag, onsdag, torsdag 1835 och 1836, 1827 var den tvådagarstidning. 
Tidningen omfattade 4 sidor i kvarto (17,5 -16,4 x 13 à.12,7cm) i början 1809 och fick sedan folioformat  med 2 spalter 1822-1837. 
Priset var 4 riksdaler banko 1809-1816 och 1837; 4 riksdaler 24 skilling banko 1817-1822; 6 riksdaler  24 skilling banko 1823-1824 och riksdaler banko 18241827, 7riksdaler 24 skilling banko 1828-1831 och 8 riksdaler banko 1832-1834 och 6 riksdaler banko 1835 och 1836.

## Intelligens-Blad
Intelligens-Blad eller senare Bihang eller Intelligens-Blad var från 22 oktober 1821 till 1822 en bilaga till Allmänna Journalen om trycktes på R. Ecksteins tryckeri med antikva som typsnitt. Utgivningsfrekvensen var ett nummer varannan måndag på 4 sidor i kvarto. Bilagan var gratisbihang till Allmänna Journalen nr 247-305 1821 Bilagan innehöll bokannonser, anmälningar, subskriptionsinbjudningar och liknade. Kanslirådet P. A. Wallmark var från 20 oktober  1821 ansvarig utgivare.